# Гусман-и-Рибера, Энрике де, 2-й граф Оливарес
Дон Энрике де Гусман и Рибера (исп. Enrique de Guzmán; 1 марта 1540 — 1607) — испанский дворянин и государственный деятель, 2-й граф Оливарес (1569—1607), вице-король Сицилии (1592—1595) и Неаполя (1595—1599).

## Биография
Родился в Мариде в семье Педро Переса де Гусмана, 1-го графа Оливареса, и Франциски де Рибера-Ниньо (Ниньо была фамилия её матери, а фамилия её отца — Кончильос).
В юности он поступил на королевскую службу и в возрасте 14 лет отправился в путешествие по Европе со своим отцом Педро де Гусманом, который служил при принце Филиппе (будущем короле Испании Филиппе II).
Участвовал в Итальянских войнах и принимал участие в битве при Сент-Квентине (1557), где получил ранение в ногу.
После смерти своего отца в 1569 году Энрике де Гусман унаследовал титул графа Оливареса и продолжил служить королю Испании Филиппу II, пользуясь большим доверием монарха. Участвовал в переговорах с французским двором о заключении брака между Филиппом II и Елизаветой Валуа.
При Филиппе II Энрике де Гусман занимал должности казначея Кастилии, смотрителя королевского замка в Севильи и испанского посла во Франции.
В 1582 году 42-летний Энрике де Гусман, 2-й граф Оливарес, был назначен испанским послом в Рим, где в течение десяти лет представлял короля Испании при папах Григории XIII (1572—1585), Сиксте V (1585—1590) и Григории XIV (1590—1591).
Отношения между королём Испании Филиппом II и папой римским Сикстом V были напряженными. Испанский король просил папу осудить французских католиков, которые поддерживали короля Генриха Наваррского в борьбе против Католической Лиги под руководством Филиппа II, ко Сикст V отказался это сделать. Папа римский, недовольный испанским послом, несколько раз просил Мадрид заменить графа Оливареса, но король Филипп II отказался. Также происходило соперничество между Орденом иезуитов, подчиненному папскому двору, и испанской инквизицией, подвластной королю Испании. После смерти папы римского Сикста V отношения между испанским двором и его преемником Григорием XIV значительно улучшилось.
В 1591—1595 годах Энрике де Гусман занимал должность вице-короля Сицилии.
В ноябре 1595 года испанский король Филипп II назначил Энрике де Гусмана, графа Оливареса, новым вице-королём Неаполя. После смерти Филиппа II в 1598 году его преемник Филипп III утвердил графа Оливареса как вице-короля Неаполя. Историки того времени давали ему высокую оценку за его работу в Италии в качестве посла и наместника.
Оливарес вернулся в Испанию в 1599 году, став членом испанского государственного совета. Он скончался в Мадриде в 1607 году.

## Семья и дети
Был женат на Марии Пиментель де Фонсека, дочери Херонимо де Асеведо, 4-го графа Монтеррея, и Инес де Веласко. Их дети:
- Херонимо де Гусман, умер в детстве
- Гаспар де Гусман (1587—1645), граф-герцог Оливарес, фаворит и первый министр короля Испании Филиппа IV
- Франциска де Гусман
- Инес де Гусман, муж — Альваро Энрикес де Альманса, 6-й маркиз Альканьисес
- Леонор Мария де Гусман, муж — Мануэль де Асеведо и Суньига (1586—1653), 6-й граф Монтеррей